# Tamarac (Floryda)
Tamarac – miasto w Stanach Zjednoczonych, w stanie Floryda, w hrabstwie Broward.